# Kudakwashe Mahachi
Kudakwashe Mahachi (ur. 29 września 1993 w Bulawayo) – zimbabwejski piłkarz występujący na pozycji pomocnika. Od 2019 roku gracz Supersport United FC.
Kudakwashe Mahachi początkowe lata kariery spędził w klubach z Bulawayo, Bantu Rovers FC i Chicken Inn FC. W 2014 roku został graczem południowoafrykańskiego Mamelodi Sundowns FC, z którym wywalczył Puchar Republiki Południowej Afryki. Po sezonie spędzonym w klubie z Pretorii przeniósł się do Golden Arrows. Początkowo grał tam na zasadzie wypożyczenia z Mamelodi, ale latem 2016 roku przeprowadzono transfer definitywny. W latach 2018–2019 był zawodnikiem Orlando Pirates, a w 2019 przeszedł do Supersport United FC.
W reprezentacji Zimbabwe gra od 2013 roku. Został powołany na Puchar Narodów Afryki 2017.